# کلناک
کلناک (به لاتین: Klenak) یک منطقهٔ مسکونی در مونته‌نگرو است که در شهرداری نیکشیچ واقع شده‌است. کلناک ۱۳۰ نفر جمعیت دارد.